# S/2004 S 13
S/2004 S 13 es un satélite natural de Saturno. Su descubrimiento fue anunciado por Scott S. Sheppard, David C. Jewitt, Jan Kleyna y Brian G. Marsden el 4 de mayo de 2005 a partir de observaciones tomadas entre el 12 de diciembre de 2004 y el 9 de marzo de 2005.
S/2004 S 13 tiene unos 6 kilómetros de diámetro y orbita Saturno a una distancia media de 18 486 000 kilómetros en unos 938 días, con una inclinación de 167,0° respecto a la eclíptica, orbitando en dirección retrógrada con una excentricidad de 0,271.
Este satélite se consideró perdido hasta que se anunció su redescubrimiento el 12 de octubre de 2022.